# Aviadvigatel
Aviadvigatel (en russe : Авиадвигатель, dvigatel signifiant « moteur » en russe), est une entreprise russe de construction de turbines à gaz industrielles qui a succédé en 1992 à l'OKB-19 dirigé par Arkadi Chvetsov puis par Pavel Soloviev.
Sa filiale Permski Motorny zavod (en russe : Пермский Моторный Завод : Usine de moteurs de Perm) est implantée dans la ville de Perm, en Russie. Elle construit des moteurs d'avions commercialisés sous le nom d'Aviadvigatel. Ses produits les plus connus sont le PS-90 équipant les avions Iliouchine Il-96, Tupolev Tu-214, et les versions modernisées de l'Iliouchine Il-76, ainsi que le PD-14 développé pour le nouvel avion moyen courrier MC-21.

## Production

### Période Chvetsov

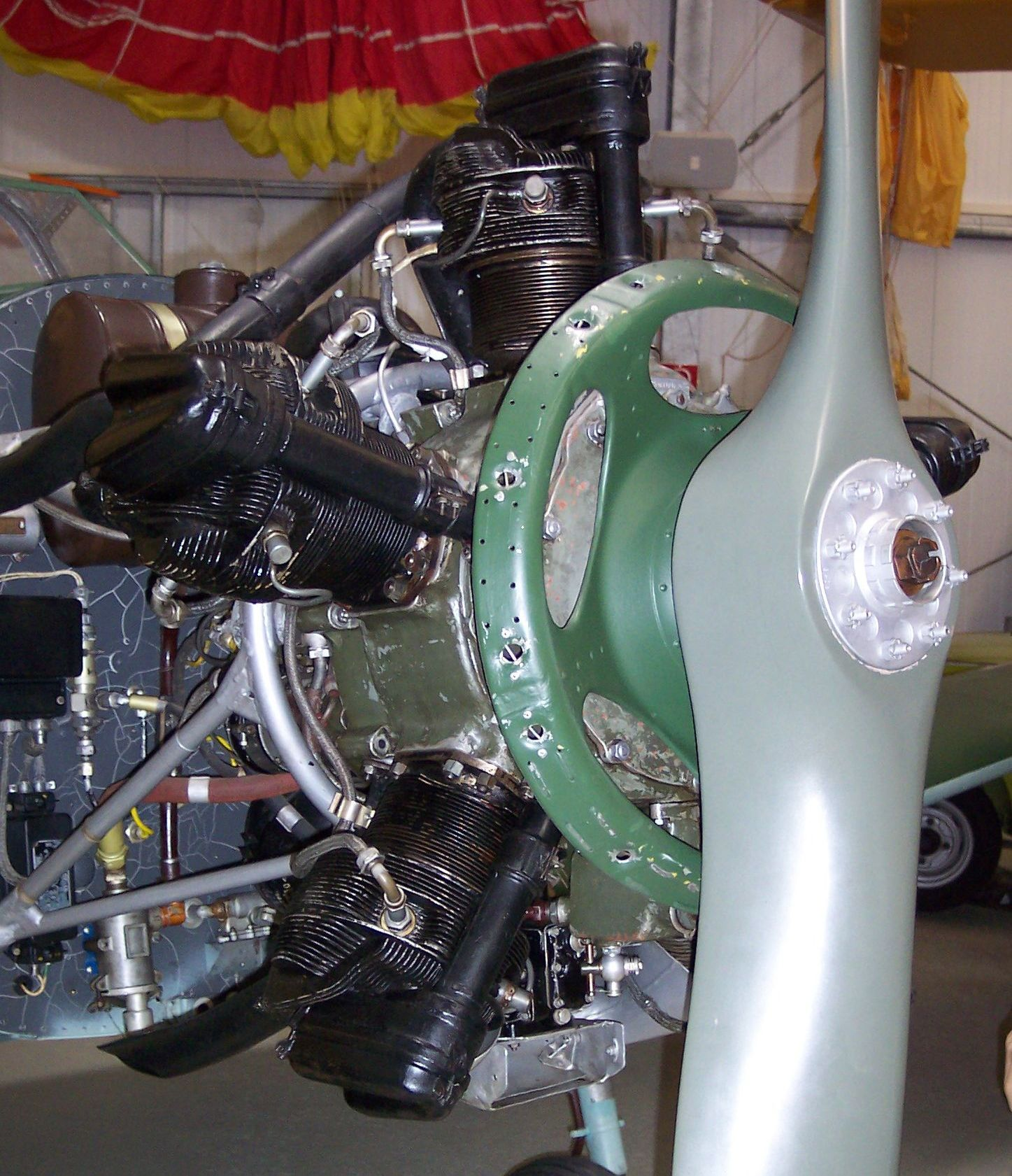
Chvetsov M-11

Chvetsov M-82

- Chvetsov M-11
- Chvetsov M-22
- Chvetsov M-25
- Chvetsov M-62/ASh-62
  - M-63
- Chvetsov M-64
- Chvetsov M-70
- Chvetsov M-71
- Chvetsov M-72
- Chvetsov ASh-73
- Chvetsov M-82/ASh-82
- Chvetsov ASh-83
- Chvetsov ASh-84
- Chvetsov M-80
- Chvetsov M-81
- Chvetsov ASh-2
- Chvetsov ASh-21

### Période Soloviev
- Soloviev D-20
- Soloviev D-25
- Soloviev D-30/PS-30

### Période Aviadvigatel

Aviadvigatel PD-14

- Aviadvigatel PS-90
- Aviadvigatel PS-12
- Aviadvigatel PD-14
  - PD-18R
  - PD-35